# Миннесота Вайкингс
Миннесо́та Ва́йкингс (англ. Minnesota Vikings) — профессиональный клуб по американскому футболу, базирующийся в Миннеаполисе и выступающий в Национальной футбольной лиге с 1960 года. Команда соревнуется в Северном дивизионе Национальной футбольной конференции (NFC).
Вайкингс является одной из самой успешной франшизой НФЛ, которая никогда не выигрывала Супербоул. Миннесота занимает шестое место за все время по проценту побед и седьмое место в общем зачете регулярных побед и побед в постсезоне. Вайкингс выиграли 20 титулов дивизиона и провели 30 матчей в плей-офф. Клуб принял участие в 10 матчах чемпионата конференции, выиграв четыре из них, чтобы выйти в Супербоул. Она является одной из трех команд, наряду с Питтсбург Стилерз и Лос-Анджелес Рэмс, которые, начиная с 1970-х годов, участвуют хотя бы в одной титульной игре конференции каждые десять лет. С момента своего основания Вайкингс установили рекорд за все время: 488-403-11.
Домашние матчи команда проводит на стадионе U.S. Bank Stadium в восточной части города Миннеаполис.

## История
27 сентября 1960 года команда была официально названа «Миннесо́та Ва́йкингс». Название частично отражает место Миннесоты, как центра скандинавской американской культуры. Берт Роуз, бывший директор по связям с общественностью «Лос-Анджелес Рэмс», был назначен первым генеральным менеджером команды. Первым главным тренером команды был Ара Парсегяна. В качестве новой франшизы «Вайкингс» провели первый общий отбор на драфте НФЛ 1961 года, и они выбрали Томми Мэйсона из команды Тулейнского университета. Они также взяли молодого квотербека из Университета Джорджии по имени Фрэн Таркентон. Известными ветеранами, приобретёнными в межсезонье, были Джордж Шоу и Хью Макэлхенни. «Вайкингс» выиграли свою первую игру регулярного сезона, победив «Chicago Bears» со счётом 37-13 в 1961 году.
7 марта 1967 года квотербек Фрэн Таркентон был продан в «Нью-Йорк Джайентс», а на драфте Миннесота выбрала Клинтона Джонса и Боба Грима в 1967 году, Рона Яри в 1968 году и Эда Уайта в 1969 году. 10 марта 1967 года «Вайкингс» наняли нового главного тренера Бада Гранта, который заменил Ван Броклина, который ушёл в отставку 11 февраля 1967 года. На смену Таркентону на позиции квотербека пришёл чемпион Кубка Грея Джо Кэпп. В конце 1960-х они построили мощную оборону, известную как Purple People Eaters, во главе с Аланом Пейджем, Карлом Эллером, Гэри Ларсеном и Джимом Маршаллом. В 1968 году эта оборона принесла им их первый титул в Центральном дивизионе и первое место в плей-офф.
В 1969 году они установили рекорд 12-2. Команда одержала 12 побед подряд в регулярном сезоне после поражения в начале сезона от «Нью-Йорк Джайентс», что стало самой длинной победной серией за один сезон за 35 лет.
Команда продолжала доминировать в 1970 и 1971 годах, выйдя в плей-офф, благодаря своей оборонительной линии Purple People Eaters. В 1971 году Алан Пейдж получил награду «Самый ценный игрок Супербоула» от агентства Ассошиэйтед Пресс. Он был первым защитником, получившим награду.
Они снова выиграли Центральный Дивизион в 1974 году со счётом 10-4. Они играли в своём втором подряд Супербоуле, Супербоул IX (3-е место в общем зачёте), проиграв «Питтсбург Стилерз», 16-6, на стадионе «Тулейн Стэдиум» в Новом Орлеане 12 января 1975 года.
9 января 1977 года они играли в Супербоуле XI, третьем за четыре года Супербоуле (четвёртом в целом), против «Окленд Рэйдерс» на стадионе Роуз Боул в Пасадине, Калифорния. Однако, они проиграли со счётом 32-14.
В 1977 году они снова выиграли Центральный дивизион с рекордом 9-5 и продвинулись к своей 4-й игре в Супербоуле за 5 лет, но проиграли будущим чемпионам Супербоула «Даллас Ковбойз», 23-6.

15 мая 1981 года «Вайкингс» переехали в новое здание в пригороде Иден-Прери, где располагались офисы команды, раздевалка и тренировочные поля. Комплекс был назван «Зимний парк» (англ. Winter Park), в честь Макса Винтера, одного из основателей «Вайкингс», который был президентом команды с 1965 по 1987 год. «Вайкингс» сыграли свою последнюю игру на стадионе «Метрополитен» 20 декабря и завершили сезон НФЛ 1981 года, проиграв «Канзас-Сити Чифс» со счётом 10-6.

### 1990-е годы

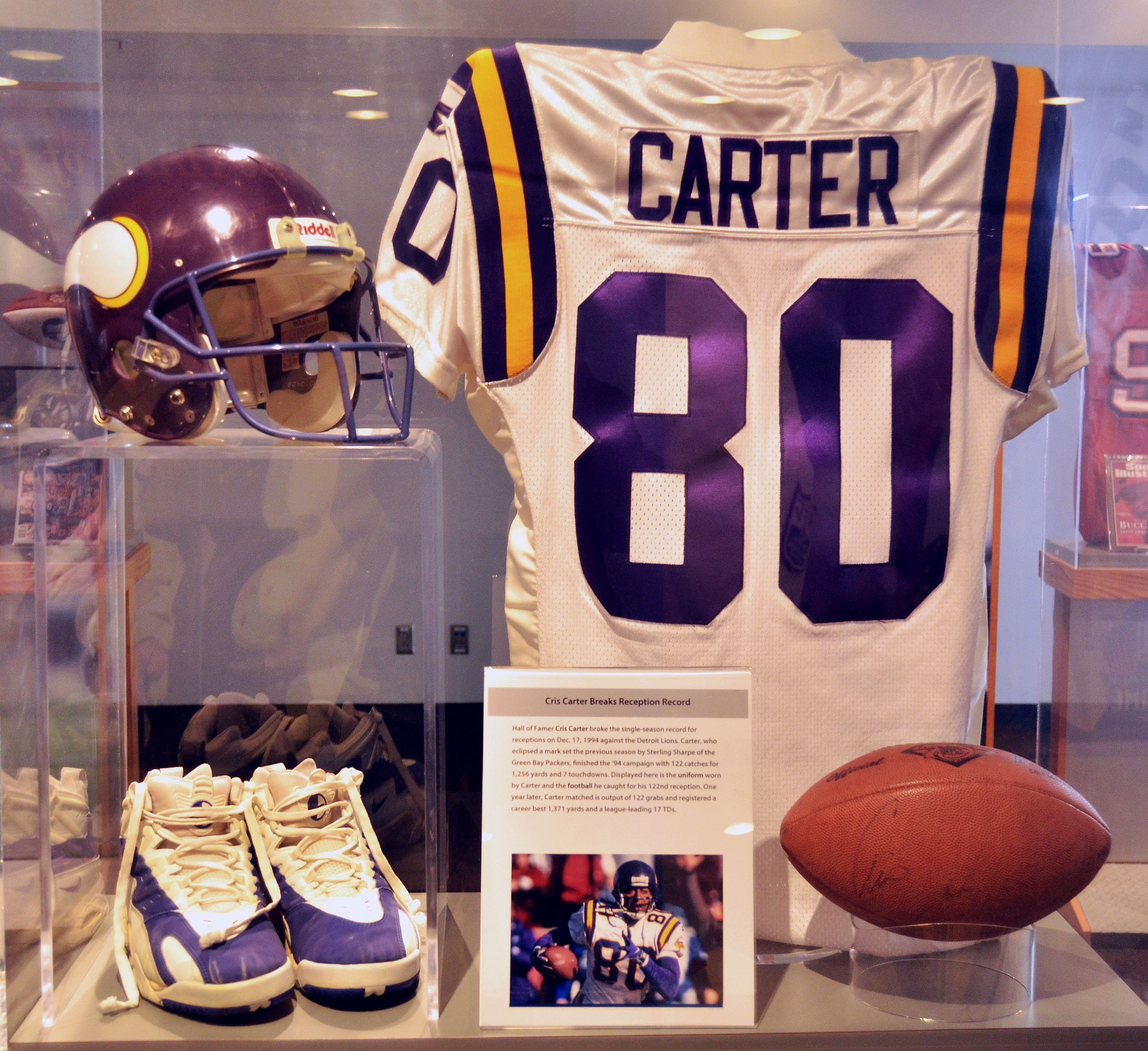
Стенд Криса Картера в зале славы команды, членом которой он был с 1990 по 2001 год.

3 декабря 1991 года Джерри Бёрнс анонсировал свой уход из команды по окончании сезона. За шесть сезонов в качестве главного тренера викингов он отметился рекордным показателем (.547) вывел клуб в три плей-офф и добился обретения титула победителя дивизиона и участия в чемпионской игре НФК. Позже пятым тренером в истории клуба стал Деннис Грин, до этого возглавлявший в качестве главного тренера футбольную программу Стэнфордского университета с 1989 по 1991 год. За свои десять сезонов во главе викингов он смог получить четыре титула чемпиона центрального дивизиона НФК, вывел клуб в восемь плей-офф, две чемпионских игры НФК и рекордному показателю в истории викингов всех времён 97-62. В ходе регулярных сезонов 1990-х годов команда имела пятый самый высокий процент побед среди всех команд НФЛ.

#### 1998 год
1998 год остался в истории франшизы. С эффективным нападением во главе с квотербеком Рэндаллом Каннингемом (заменившем травмированного Брэда Джонсона), раннинбеком Робертом Смитом, ветераном уайд ресивером Крисом Картером и эксплозив руки Рэнди Моссом, «Викинги» поставили рекорд в НФЛ, сумев получить 556 очков за сезон и не меньше 24 очков за игру. Сезон был окончен с результатом 15 побед и 1 поражение, которое было получено в игре с «Тампа-Бэй Бакканирс» на 9 неделе, окончившейся со счётом 27-24. В первом раунде плей-офф со счётом 41-21 были побеждены «Аризона Кардиналс», следующим соперником стали «Атланта Фэлконс», которые в регулярном сезоне проиграли «Викингам» со счётом 14-2. После того, как завершивший первый безупречный регулярный сезон в истории НФЛ кикер Гэри Андерсон пропустил попытку броска с игры на 38 ярдов за чуть более 2 минут до конца, напор «Соколов» привёл главного тренера Денниса Грина к неоднозначному решению позволить игре перейти в дополнительное время. Хотя «Викинги» выиграли жеребьёвку, «Атланта» смогла выиграть матч со счётом 30-27 благодаря сумевшему пробежать с мячом 38 ярдов Мортену Андерсену. Уроженцы Минессоты стали первой командой, которая с результатом 15-1 не попали в Супербоул. В Супербоул XXXIII «Фэлконс» уступили «Денвер Бронкос», которые второй раз подряд стали обладателем трофея.

#### 1999 год
Каннингем снова вернулся к своим обязанностям в 1999 году, но после вялого старта 2-4 Джеф Джордж заменил его в качестве стартового квотербека. Он закончил сезон с результатом 8-2 и снова привёл «Викингов» в постсезон с общим результатом 10-6. В игре уайлд-кард «Миннесота» одолела «Даллас Ковбойз» со счётом 27-10, а в игре плей-офф дивизиона НФК встретила «Сент-Луис Рэмс». В первой половине игры «Викинги» вели со счётом 17-14, но во второй половине «Рэмс» обыграли «Миннесоту» со счётом 35-20 и общим счётом 49-37. «Сент-Луис» вышел в финал Супербоул XXXIV, где обыграл «Теннеси Тайтанс» со счётом 23-16.

#### 2000-е годы
В 2000 году показатели «Викингов» по итогу 14 недель были 11-2, но затем последовали поражения от «Рэмс», «Пэкерс» и «Колтс» вместе с получением травмы стартовым квотербеком Даунте Калпеппера. Тем не менее команда вышла в плей-офф пятый год подряд. После лёгкой победы над «Сэйнтс» (24-16) «Викинги» потерпели поражение от «Нью-Йорк Джайентс» со счётом 41-0, самое разгромное в своей истории участия в плей-офф. Пробежавший в том сезоне 1 521 ярд и отыгравший всего восемь сезонов Роберт Смит ушёл не только из клуба, но и из НФЛ.

#### 2001—2005 год
В сезоне 2001 года после разочаровывающих 5-11, «Викинги» выкупили контракт Денниса Грина несмотря на его успешную работу с командой в прошлом. Майк Тайс руководил командой во время финальной игры сезона, завершившейся поражением от «Балтимор Рэйвенс» со счётом 19-3. После сезона он был назначен постоянным тренером, но в плей-офф смог вывести «Викингов» только в 2004 году. В 2002 году, в рамках реорганизации лиги в виде добавления «Хьюстон Тексанс», викинги и их другие традиционные соперники по центральному дивизиону НФК стали частью недавно сформированного северного дивизиона.
В ходе сезона 2003 года команда вплотную подошла к участию в плей-офф, но понесённое от «Кардиналс» поражение лишило их права участия, к тому же «Викинги» впервые за весь сезон лишились первой позиции в дивизионе (дававшей право на участие в плей-офф). Уроженцы Миннесоты стали вторым клубом в истории американского футбола со времён «Вашингтон Редскинз» 1978 года, который не попал в плей-офф со статистикой первой половины 6-0.
В 2004 году Даунт Калпеппер собрал статистику, подобную MVP, бросив 4717 ярдов (первое место в НФЛ), 39 пасовых тачдаунов (рекорд команды) и 5123 ярдов (рекорд НФЛ). В игре уайлд-кард «Викинги» одолели своих заклятых соперников из
Грин-Бея в своей первой встрече в рамках плей-офф со счётом 31-17. Таким образом, «Викинги» стали второй командой в истории НФЛ, которая установила рекорд 0,500 (8-8) в регулярном сезоне и выиграла игру плей-офф («Сент-Луис Рэмс» сделали то же самое только днём ранее). В дивизиональном раунде команда была побеждена потенциальным чемпионом «Филадельфия Иглз».
2 марта 2005 года уайд-ресивер Рэнди Мосс был продан «Окленд Рэйдерс» в обмен на полузащитника Наполеона Харриса и первого выбора драфта. После неудачного старта сезона со счётом 2-5 «Викинги» потеряли квотербека Даунт Калпеппер из-за травмы колена в конце сезона, что с учётом Мосса сильно повлияло на команду. «Викинги» завершили сезон с результатом 9-7 и не вышли в плей-офф. 17 октября 17 членов команды в составе группы из 90 человек отправились в прогулочный круиз по местному озеру Миннетонка, который оброс скандальными подробностями в виде приглашения проституток. В конечном итоге четверым игрокам были предъявлены обвинения в правонарушениях, связанных с вечеринкой.
После окончания сезона состоялось увольнение Майка Тайса, которого сменил Брэд Чайлдресс. Это был один из многих важных шагов фронт-офиса, предпринятых новой командой собственников во главе с Зиги Уилфом.

#### 2006—2008

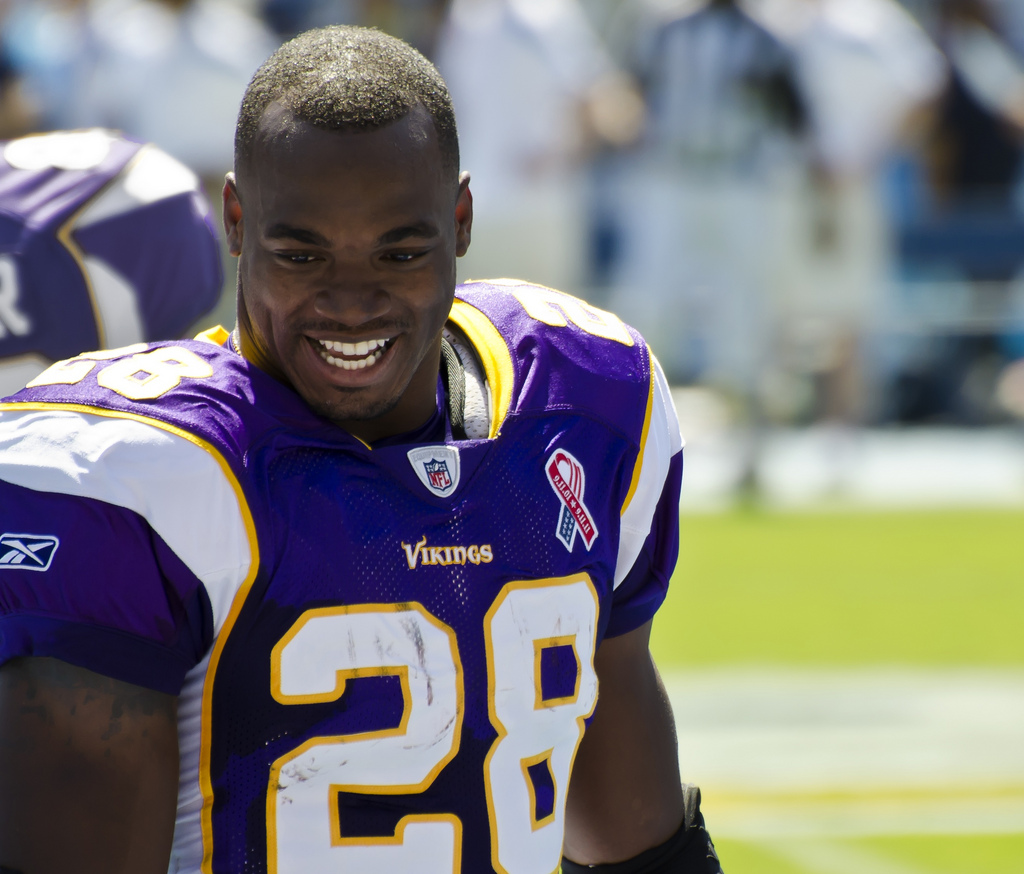
Эдриан Петерсон, отыгравший за команду с 2007 по 2016 год.

Миннесота начала сезон 2006 года с 4-2 (Чайлдресс стал первым тренером клуба, начавшим свою карьеру с 2 побед), но окончила год с результатом 6-10 и 7-м правом выбора на драфте (был выбран Эдриан Петерсон из Университета Оклахомы.
В своей первой игре за «Викингов» против «Фэконз» Петерсон смог осуществить тачдаун. Когда на шестой неделе уроженцы Миннесоты играли с «Чикаго Беарз», игрок побил рекорд All-Purpose для одиночной игры (бросок, приём, возврат) с результатом 361 ярд и 224 ярда прорыва. На девятой неделе Петерсон побил рекорд разгона в одиночной игре НФЛ, установленный Джамалом Льюисом в 2003 году, пробежав 296 ярдов против «Сан-Диего Чарджерс». Несмотря на пять выигранных подряд игр в середине сезона, «Викинги» проиграли последние две и завершили сезон со счётом 8-8, пропустив плей-офф.
На 13-й неделе сезона 2008 года в игре против «Медведей» Гас Фреротт встретился с Бернардом Беррианом и установил рекорд по продолжительности игры в истории франшизы, сделав пас тачдаун на 99 ярдов. В сезоне 2009 года Эдриан Петерсон возглавил НФЛ с 1760 ярдами, побив рекорд франшизы. «Викинги» впервые завоевали титул чемпиона северного дивизиона НФК, одолев на 17-й неделе «Нью-Йорк Джайентс» со счётом 20-19.
4 января 2009 года в рамках раунда уайлд-кард викинги принимали «Орлов» в своей первой домашней игре в плей-офф за восемь лет. Филадельфийцы победили со счётом 26-14 , и в дальнейшем дивизиональном раунде обыграли «Гигантов» (23-11) уступив в матче за первенство в НФК «Аризона Кардиналс» (25-32).
С 2006 года викинги были особенно известны своей сильной защитой от бега «Williams Wall» (№ 1 в НФЛ в 2006, 2007 и 2008 годах; они стали первой командой НФЛ, которая добилась этого после слияния АФЛ и НФЛ в 1970 году), состоящей из дефенсив лаймена Кевина Уильямса и дефенсив тэкла Пэта Уильямса. После прихода в 2008 году защитника Джареда Аллена, доминирующую переднюю четвёрку стали называть несколькими прозвищами, включая «Гром и грабеж» и «Шок и AWE» (аббревиатура инициалов их фамилий).

## Традиции

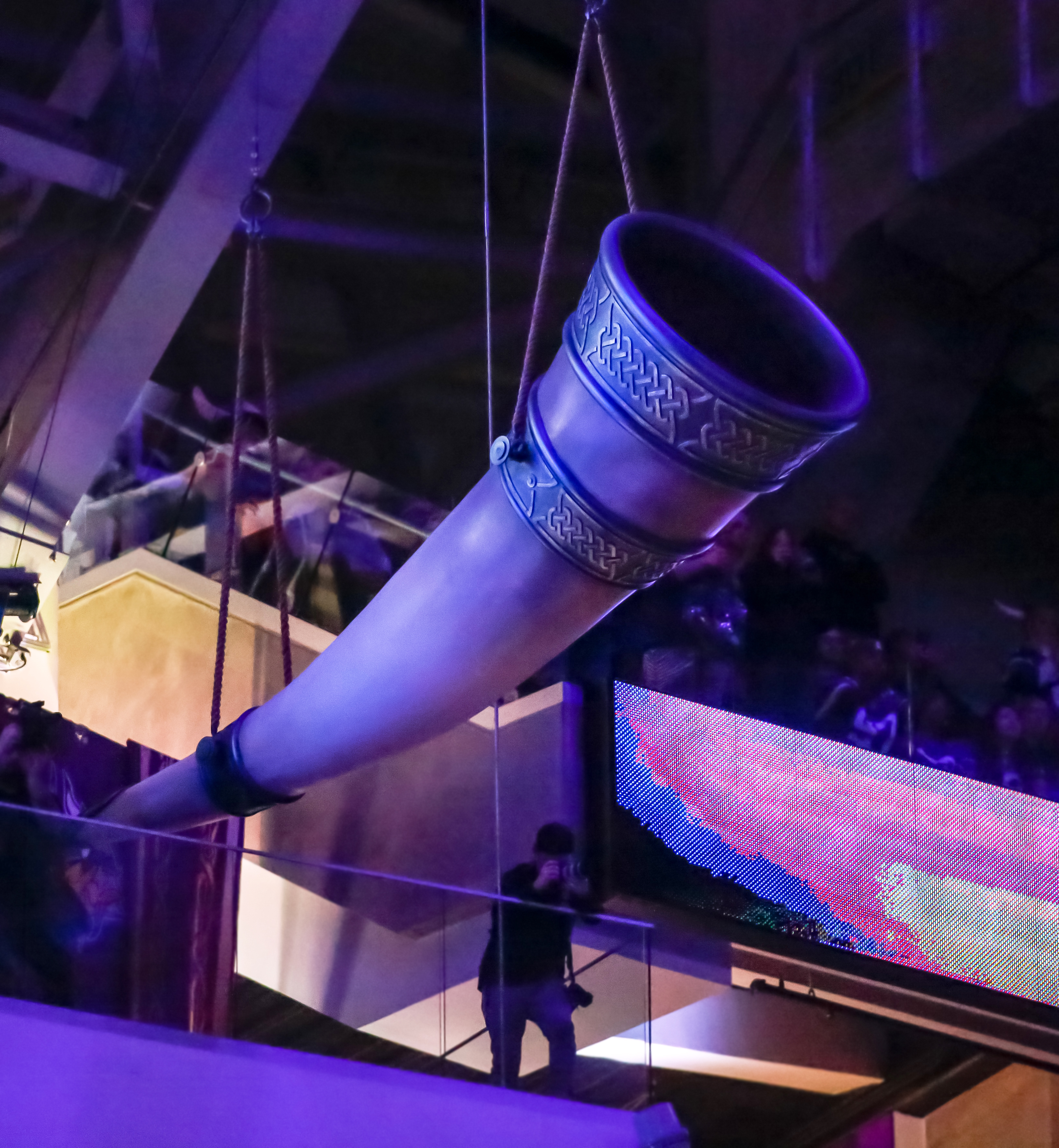
Гьяллархорн на U.S. Bank Stadium.

### Боевая песня
Боевой песней является «Skol, Vikings», появившейся в одно время с командой в 1961 году. Исполняется при достижениях команды по ходу матча и её победе.
В 2010 году уроженец Миннеаполиса Принс записал песню «Purple and Gold», как ещё одну боевую песню родного спортивного клуба.

### Противостояния
Вайкинс имеют противостояния со всеми тремя командами северного дивизиона НФК (Грин-Бей Пэкерс, Детройт Лайонс, Чикаго Беарз), но из-за географических и культурных причин наиболее яростным являются игры с Грин-Бей Пэкерс. Данное противостояние претендует на статус главнейшего в северном дивизионе НФК, наряду с играми Пэкерс-Беарс (борьба между которыми зародилась ещё в 1920 году).

### Шляпы Хельга
Поклонники команды известны ношением пурпурных шляп (Шляп Хельга, англ. «Helga hats») с белыми рогами и блондинистыми париками, а также пристрастием к молотам — всему тому, что в популярной культуре связано с образом викингов. Оригинальные шляпы Хельга до сих пор создаются вручную в столичном районе Минессоты «Города-близнецы».

### Горн
Во время домашних игр звучит викингский Гьяллархорн, игрой на котором отмечают достижения команды во время матча. Вайкингс часто используют горн во время предигровых церемоний.

### Приветствие
Для игр Вайкинг на домашней арене используется приветствие «Skol, Vikings», когда фанаты хлопают в ладоши и кричат «Skol» в ответ на удар в барабан. Представляет собой слегка переделанный Viking War Cry, используемый сборной Исландии по футболу и ставшую известной после Евро 2016.

## Культура

### Радио и телевидение

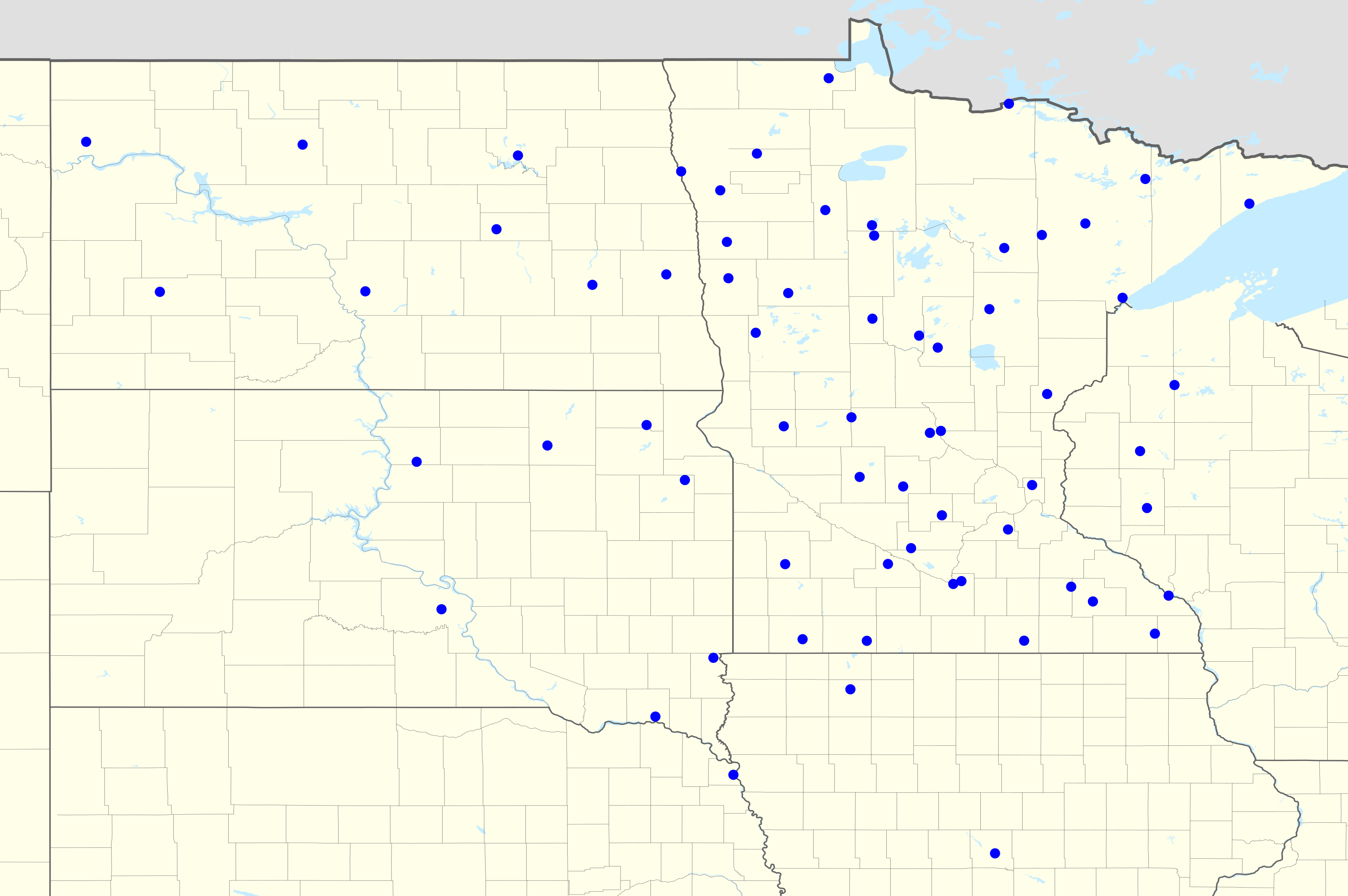
Местонахождение радиостанций-партнёров команды Миннесота Вайкингс.

Флагманской радиостанцией команды является KFXN-FM, также игры транслируются на «KFAN Radio Network» в штатах Айова, Висконсин, Миннесота, Северная и Южная Дакота. С сезона 2002 года комментатором является Пол Аллен, в 2007 году появился аналитик в лице бывшего игрока команды Пита Берчича.
Предсезонные игры команды не показываются на общенациональных телесетях, их транслирует местный телеканал KMSP.